# Sopa de tortuga

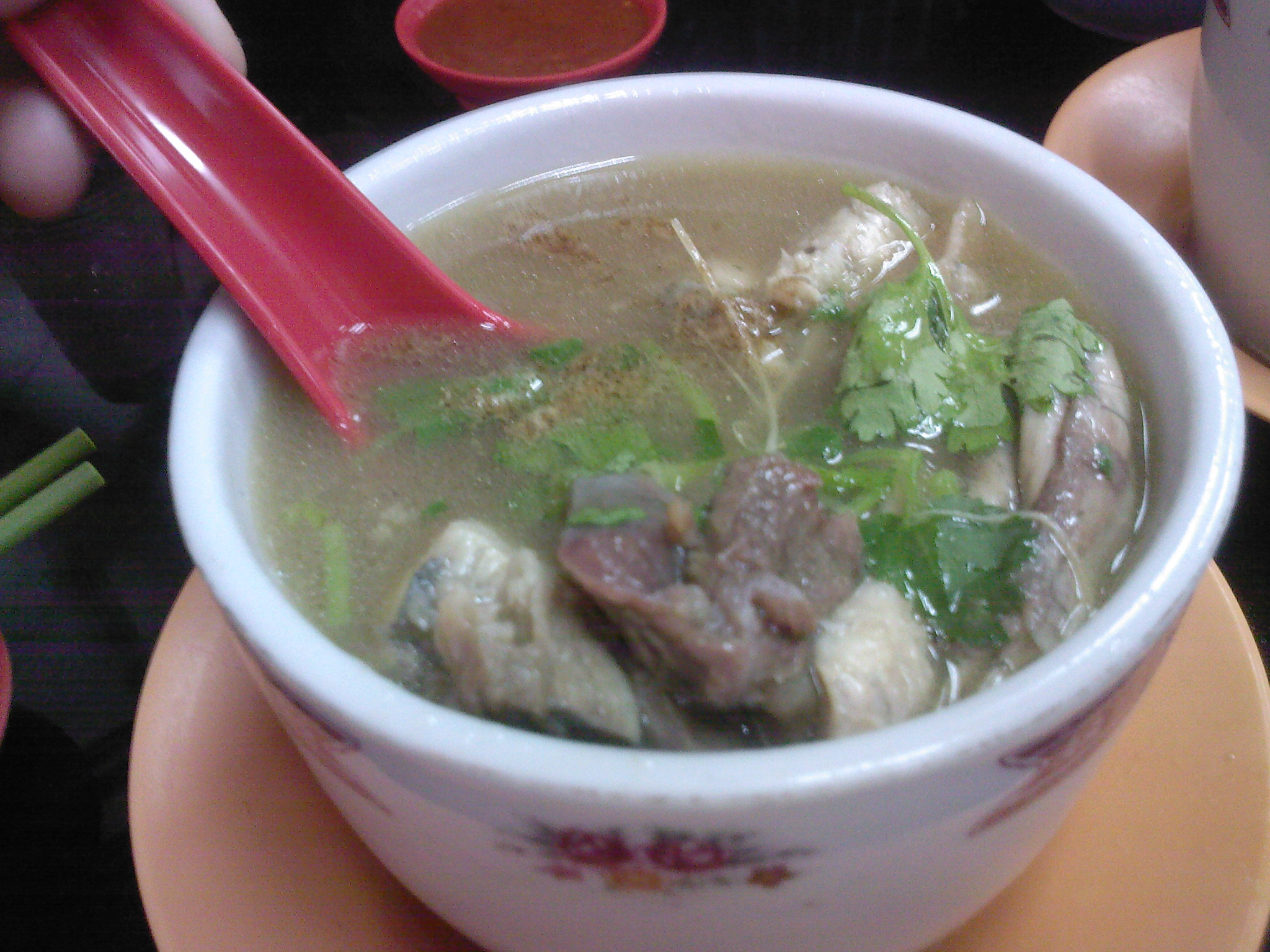
Sopa de tortuga china

La sopa de tortuga es una sopa o estofado hecho con la carne de alguna tortuga. La receta se elabora en muchas culturas y suele considerarse un lujo o una delicia.
La tortuga verde era usada habitualmente en los Estados Unidos y el Reino Unido. La sopa hecha con tortuga mordedora (snapping turtle) se encontraba principalmente en los Estados Unidos, llamándose entonces el plato snapper turtle soup (‘sopa de tortuga mordedora’) o snapper soup (‘sopa de mordedora’; que no debe confundirse con la hecha con huachinango, red snapper en inglés). En China y otros países del este asiático se usa principalmente la tortuga de caparazón blando. El consumo de sopa de tortuga se ha asociado a la aparición  de una intoxicación alimentaria llamada quelonitoxismo que en ocasiones puede ser mortal.

## Variantes

### China
En países con mucha población china, como Singapur, la sopa de tortuga es un manjar chino famoso por su rico sabor herbal. La carne, piel y vísceras de la tortuga se usan en su elaboración. Suele usarse la tortuga china de caparazón blando (鱉 biē, Pelodiscus sinensis), ya que es habitual evitar el consumo de tortugas de concha dura (龜 guī) por sus connotaciones míticas. Sin embargo, las conchas duras de algunas tortugas se emplean para preparar la llamada ‘gelatina de tortuga’ o guilinggao.

### Estados Unidos
Los libros de recetas estadounidenses del siglo XIX aconsejaban a las amas de casa que para obtener la mejor sopa de tortuga debían elegirse de unos 4,5 kg de peso, ya que las menores no tienen suficiente grasa y las mayores tienen un sabor demasiado fuerte.
En muchas jurisdicciones la sopa de tortuga es ilegal debido a que muchas especies se consideran amenazadas o en peligro de extinción, y no pueden capturarse ni sacrificarse legalmente. En general, las poblaciones de tortugas no pueden recuperarse rápidamente de la pérdida de un adulto en edad fértil, por lo que matar estas tortugas puede reducir las poblaciones a niveles insostenibles.
En el Valle de Delaware, la sopa de mordedora es bastante popular y está disponible en muchos restaurantes de la región. Es una sopa marrón y pesada que sabe un poco a gravy espeso. El famoso restaurante de Filadelfia Old Original Bookbinder's es conocido por su sopa de mordedora, que también puede adquirirse enlatada en supermercados.
La sopa de tortuga es popular también en Nueva Orleans, donde es una especialidad en varios vecindarios y restaurantes criollos clásicos, como Mandina's, Brennan's y Galatoire's.
La sopa de tortuga fue la comida favorita del presidente estadounidense William Howard Taft, que llevó a un cocinero especial a la Casa Blanca con el propósito específico de preparar este plato.